# То ли ещё будет…
«То ли ещё бу́дет…» — четвёртый студийный альбом Аллы Пугачёвой. Был издан в СССР в 1980 году, а спустя год, в 1981 году был выпущен в Чехословакии фирмой «Supraphon» под названием «Alla Pugačova».

## Об альбоме
Альбом частично состоял из новых песен, но включил также в себя песни из к/ф «Женщина, которая поёт», записанные в 1977 году («Да», «Ты не стал судьбой» и «Этот мир»), и песню «Что было однажды», которая была записана для кинофильма «31 июня», но не вошла в окончательную редакцию фильма. Пластинка вышла стартовым тиражом в 12 тыс. экземпляров, а итоговый её тираж составил 2 млн. 200 тыс. экземпляров.
Примечателен факт, что при одном из повторных перевыпусков пластинки был взят другой дубль песни «Эти летние дожди», записанный на ту же самую инструментальную фонограмму, что стало едва ли не единственным случаем в истории мировой грамзаписи, когда на уже выпускавшемся ранее альбоме вдруг меняется фонограмма одной из его песен.

## Список композиций
| №  | Название             | Текст песни | Музыка      | Длительность |
| -- | -------------------- | ----------- | ----------- | ------------ |
| 1. | «Улетай, туча»       | В. Резников | В. Резников | 4:58         |
| 2. | «Да»                 | Л. Дербенёв | А. Зацепин  | 3:25         |
| 3. | «Что было однажды»   | Л. Дербенёв | А. Зацепин  | 3:38         |
| 4. | «Ты не стал судьбой» | Л. Дербенёв | А. Зацепин  | 4:57         |
| 5. | «Этот мир»           | Л. Дербенёв | А. Зацепин  | 1:43         |

| №                   | Название                 | Текст песни         | Музыка              | Длительность |
| ------------------- | ------------------------ | ------------------- | ------------------- | ------------ |
| 6.                  | «Скажи мне что-нибудь»   | Р. Рождественский   | М. Минков           | 3:50         |
| 7.                  | «Эти летние дожди»       | С. Кирсанов         | М. Минков           | 4:10         |
| 8.                  | «Ты возьми меня с собой» | И. Резник           | Э. Ханок            | 2:49         |
| 9.                  | «Песня первоклассника»   | И. Шаферан          | Э. Ханок            | 2:30         |
| Общая длительность: | Общая длительность:      | Общая длительность: | Общая длительность: | 30:00        |

## Участники записи
- Алла Пугачёва — вокал
- группа «Ритм». Руководитель А. Авилов
- ансамбль «Аракс»
- А. Сальников, Ю. Аксёнов, художники
- В. Рыжиков, редактор